# David Sumberg
David Anthony Gerald Sumberg (ur. 2 czerwca 1941 w Stoke-on-Trent) – brytyjski polityk, poseł do Izby Gmin, od 1999 do 2009 deputowany do Parlamentu Europejskiego.

## Życiorys
Z wykształcenia prawnik, pracował w Manchesterze jako radca prawny, specjalizujący się w zakresie spółek prawa handlowego. W latach 1982–1984 wchodził w skład rady miejskiej.
Od 1983 do 1997 przez trzy kadencje był deputowanym do Izby Gmin.
W latach 1999–2009 z ramienia Partii Konserwatywnej sprawował mandat posła do Parlamentu Europejskiego. Należał do frakcji chadeckiej, pracował m.in. w Komisji Spraw Zagranicznych.
David Sumberg był krytykowany przez krajowe media jako najmniej aktywny eurodeputowany. Wytknięto mu, że przez cztery pierwsze lata VI kadencji wygłosił zaledwie dwa krótkie przemówienia. Ujawniono ponadto, że na stanowisku sekretarki zatrudniał swoją żonę, płacąc jej rocznie ponad 50 tys. funtów. Z PE odszedł w 2009, nie ubiegał się o reelekcję.